# 皮特·塞申斯
皮特·塞申斯（英語：Pete Sessions；1955年3月22日—）是美国的一位政治人物。自2013年開始，他是德克薩斯州第三十二國會選區選出的聯邦眾議員。他的黨籍是共和黨。塞申斯是現任美國眾議院規程委員會主席。